# Edin Hodzic (Fußballspieler)
Edin Hodzic (* 27. Dezember 1977) ist ein ehemaliger österreichischer Fußballspieler.

## Karriere
Hodzic begann seine Karriere beim FC Rätia Bludenz, bei dem er ab der Saison 1994/95 auch in der Kampfmannschaft spielte. Zur Saison 1996/97 wechselte er zum Zweitligisten Schwarz-Weiß Bregenz. Sein Debüt für Bregenz in der 2. Division gab er im August 1996 gegen den SC Austria Lustenau. Insgesamt kam er für Bregenz zu vier Zweitligaeinsätzen. Nach einem halben Jahr bei Schwarz-Weiß wechselte er im Jänner 1997 innerhalb der Stadt zum viertklassigen FC Viktoria 62 Bregenz. Zur Saison 1997/98 schloss er sich dem SV Frastanz an. Im Jänner 1998 zog er weiter zum SV Gaschurn/Paternen. Zur Saison 1999/2000 kehrte er zu Schwarz-Weiß Bregenz zurück, wo er nun für die Amateure spielte.
Im Jänner 2001 wechselte Hodzic zum FC Koblach. Zur Saison 2001/02 wechselte der Stürmer zum FC Nenzing. Im Jänner 2003 schloss er sich dem Regionalligisten SCR Altach an, mit dem er 2004 in die zweite Liga aufstieg. Nach dem Aufstieg verließ er den Klub allerdings und wechselte ein zweites Mal nach Gaschurn. Im Mai 2007 wechselte Hodzic ins Ausland. Nach drei Jahren kehrte er zur Saison 2010/11 nach Österreich zurück und wechselte zum SK Meiningen. Für Meiningen spielte er zweimal in der Vorarlbergliga, ehe er seine Karriere beendete.